# Мехед Петро Миколайович
Ме́хед Петро́ Микола́йович (нар. 22 березня 1961) — український військовик, полковник, заступник Міністра оборони України.

## Біографія
Народився 22 березня 1961 року у селі Рожни Броварського району Київської області. Закінчив Київське вище загальновійськове командне училище у 1982 році. З 1982 року по 1992 рік проходив військову службу на офіцерських посадах від командира розвідувального взводу розвідувальної роти окремого десантно-штурмового полку до начальника штабу — заступника командира мотострілецького батальйону мотострілецького полку танкової дивізії. Є учасником бойових дій в Афганістані.
Після зарахування у вересні 1992 року до Збройних Сил України по жовтень 2000 року проходив військову службу у Київському інституті Сухопутних військ на посадах  від начальника курсу факультету військової розвідки до старшого викладача (оперативно-тактичної підготовки) кафедри розвідки розвідувального факультету.
З жовтня 2006 року проходив військову службу у  Департаменті міжнародного співробітництва Міністерства оборони України на посадах від начальника відділу до заступника директора Департаменту .У 2002 році проходив навчання з питань досліджень оборонних проблем при Європейському центрі імені Джорджа Маршалла у м. Гарміш-Паркенкірхен, ФРН. У 2009 році закінчив навчання у Національній академії державного управління при Президентові України.
З липня 2009 року по березень 2014 року займався викладацькою діяльністю у Військовому інституті Київського національного університету імені Тараса Шевченка, був одним з організаторів створення кафедри військової преси та інформації Військового інституту Київського національного університету імені Тараса Шевченка.
Активний учасник Революції Гідності. У лютому - березні 2014 був куратором бригади охорони дипломатичних представництв.
5 березня-16 травня 2014 року в.о. заступника Міністра оборони України. З 16 травня — заступник Міністра оборони України — керівник апарату.
30 вересня 2015 року Кабінет Міністрів України звільнив заступника Міністра оборони - керівника апарату Петра Мехеда із займаної посади у зв'язку зі скороченням штату співробітників з урахуванням указу Президента України Петра Порошенка №39 від 28 січня (розпорядження КМУ №1009-р від 30.09.15).
Має 3 ранг державного службовця. Полковник запасу.

## Нагороди
- Орден Червоної Зірки
- Орден «За хоробрість» (Афганістан)
- Медаль «10 років Збройним Силам України»
- Медаль «За бездоганну службу» III ступеня (СРСР)
- Медаль «70 років Збройних Сил СРСР»

2006 відзначений Грамотою з нагоди Дня вшанування учасників бойових дій на території інших держав.

## Сім'я
Дружина — Даниленко Тетяна Олександрівна, має двох синів.